# Christian Polanc
Christian Polanc (* 14. Mai 1978 in Ingolstadt) ist ein deutscher Tänzer und Tanztrainer.

## Lebenslauf
Nach Abschluss der Hauptschule machte Polanc eine Ausbildung zum Eisenbahner im Betriebsdienst. Anschließend holte er sein Abitur nach. Während dieser Zeit begann er, nachdem er 1995 einen Tanzkurs besucht hatte, Tanzsport zu betreiben und errang bereits 1997 den dritten Platz der Deutschen Meisterschaft Hauptgruppe A Latein. Nach dem Abitur begann er ein Jurastudium, das er jedoch aufgrund häufiger Wohnortwechsel wegen seiner Tanzkarriere nicht abschloss.
Polanc tanzte bis 2005 mit Petra Kostovčíková, die aufgrund gesundheitlicher Probleme ihre Tanzkarriere beenden musste. Das Paar startete für den TSA Schwarz-Gold im ESV Ingolstadt. Als Trainer unterrichtet er Latein und Modetänze beim TSA Schwarz-Gold im ESV Ingolstadt, dem TSC Metropol München und dem Tanz-Turnier-Club Erlangen.
Von 2005 bis Ende 2011 nahm Christian Polanc nicht am Turniergeschehen teil. Im Oktober 2011 wechselte er zu den Professionals und tanzte dort mit Melissa Ortiz-Gomez, mit der er bis 2013 auch privat liiert war.
Seit der zweiten Staffel 2007 nahm er an der RTL-Tanzshow Let’s Dance teil, die er 2007 (mit Susan Sideropoulos) und 2011 (mit Maite Kelly) gewann. Ab 2024 macht er nicht mehr bei den regulären Staffeln mit, kehrte jedoch für die Profi-Challenge 2025 als Ersatz für verletzten Massimo Sinato zurück. In der an Neujahr 2014 ausgestrahlten 71. Traumschiff-Folge Perth trat er gemeinsam mit Ortiz-Gomez als Gastdarsteller auf.
Im Musikvideo zu Vorbei vorbei von Michelle spielt Polanc mit. Gedreht wurde es im September 2020, veröffentlicht am 2. Oktober.

## Erfolge
mit Ella Schuller
- 1996: Erstes Turnier überhaupt in der B-Klasse Latein

mit Elke Maier
- 1997: 3. Platz Deutsche Meisterschaft A-Klasse Latein, Aufstieg in die S-Klasse

mit Nathalie Schmidt
- 1999 und 2000: 3. Platz Bayerische Meisterschaft S-Klasse Latein

mit Eva Wartjes
- 2001: 1. Platz Norddeutsche Meisterschaft S-Klasse Latein

mit Anna Dorosh
- 2002: 1. Platz Bayerische Meisterschaft S-Klasse Latein

mit Petra Kostovčíková
- 2003–2005: 1. Platz Bayerische Meisterschaften S-Klasse Latein
- 2004/2005: 2. Platz Deutsche Meisterschaften S-Klasse Latein
- 2003: 1. Platz Prague Open Championship

Darüber hinaus war er 2004 und 2005 Semifinalist bei Europa- und Weltmeisterschaften.
mit Melissa Ortiz-Gomez
- 2011/2012: 1. Platz Deutsche Meisterschaft Kür Latein

## Let’s Dance
Von 2007 bis 2023 tanzte Christian Polanc regelmäßig in der Tanzshow des Fernsehsenders RTL. In der zweiten Staffel belegte er mit der Schauspielerin Susan Sideropoulos den ersten Platz. Die 2010 ausgestrahlte dritte Staffel bestritt er mit der Politikerin Hillu Schwetje, die aufgrund eines Unfalls nach der ersten Sendung nicht wieder antrat. Ab der siebten Sendung sprang Christian Polanc für den verletzten Tanzpartner von Sylvie van der Vaart, Christian Bärens, ein. In der vierten Staffel tanzte er mit der Sängerin Maite Kelly, mit der er die Show zum zweiten Mal gewann. In der fünften Staffel tanzte er mit der blinden Sängerin Joana Zimmer, mit der er den vierten Platz belegte. In der sechsten Staffel nahm er mit Schauspielerin Sıla Şahin teil, mit der er Zweiter wurde. 2014 trat er mit der Millionärin Carmen Geiss an, mit der er es ins Halbfinale schaffte. 2015 war seine Tanzpartnerin die Komikerin und Moderatorin Enissa Amani. Das Paar belegte den vierten Platz. In der 9. Staffel 2016 tanzte er mit der Schauspielerin Nastassja Kinski, sie schieden in der 7. Show aus. 2017 tanzte er mit der Schlagersängerin Vanessa Mai; das Paar erreichte den zweiten Platz. 2018 war Schauspielerin Iris Mareike Steen seine Tanzpartnerin. Das Paar schied nach der achten Folge aus, konnte dann aber wegen der verletzungsbedingten Aufgabe von Bela Klentze weitertanzen. Am Ende belegte es den fünften Platz. 2019 führte Polanc die TV-Moderatorin Nazan Eckes ins Halbfinale. 2020, 2021 und 2023 tanzte er mit Laura Müller, Lola Weippert und Sharon Battiste jeweils auf Platz sechs. 2022 musste seine Tanzpartnerin Michelle vor der sechsten Show aus gesundheitlichen Gründen die Show verlassen. Bei der „Let’s Dance“-Profi-Challenge wurde er mit seinen Partnerinnen 2020 und 2022 auf den ersten Platz gewählt. 2025 feierte er sein Comeback bei Let’s Dance und tanzte mit Kathrin Menzinger bei der Profi-Challenge.
Christian Polanc bei Let’s Dance
| Staffel (Jahr)       | Partner                             | Platzierung                             |
| -------------------- | ----------------------------------- | --------------------------------------- |
| 02 (2007)            | Susan Sideropoulos                  | 01.                                     |
| 03 (2010)            | Hillu Schwetje Sylvie van der Vaart | 08. (verletzungsbedingter Ausstieg) 02. |
| 04 (2011)            | Maite Kelly                         | 01.                                     |
| 05 (2012)            | Joana Zimmer                        | 04.                                     |
| 06 (2013)            | Sıla Şahin                          | 02.                                     |
| 07 (2014)            | Carmen Geiss                        | 03.                                     |
| 08 (2015)            | Enissa Amani                        | 04.                                     |
| 09 (2016)            | Nastassja Kinski                    | 08.                                     |
| 10 (2017)            | Vanessa Mai                         | 02.                                     |
| 11 (2018)            | Iris Mareike Steen                  | 05.                                     |
| 12 (2019)            | Nazan Eckes                         | 04.                                     |
| 13 (2020)            | Laura Müller                        | 06.                                     |
| Profi-Challenge 2020 | Christina Luft                      | 01.                                     |
| 14 (2021)            | Lola Weippert                       | 06.                                     |
| 15 (2022)            | Michelle                            | 10.                                     |
| Profi-Challenge 2022 | Renata Lusin                        | 01.                                     |
| 16 (2023)            | Sharon Battiste                     | 06.                                     |